# ヨウ化カリウム
ヨウ化カリウム（ヨウかカリウム、Potassium Iodide）は、カリウムとヨウ素からなる無機化合物。化学式 KI、式量 166.00で、潮解性を持つ無色の固体。
水酸化カリウムとヨウ化水素酸の反応によって得ることができる。水溶液中では電離してヨウ化物イオンとカリウムイオンになっている。硫酸の存在でヨウ素が遊離するので、この性質を用いて滴定反応に広く用いられる。極性溶媒に容易に溶ける。工業的にはヨウ化化合物を作るための材料として用いられる。また、水には溶けにくいヨウ素がヨウ化カリウム水溶液には三ヨウ化物イオン（I3−）となって溶解し、ヨウ素ヨウ化カリウム溶液となる。この溶液はヨウ素液と通称され、デンプン水溶液に加えるとヨウ素デンプン反応を起こす。
また、空気酸化と光によって徐々にヨウ素が遊離し、黒ずむので、遮光の上、密栓して保存する。

## 用途
通常は、ヨウ素ヨウ化カリウム液などのヨウ素液類の調製や、酸化性雰囲気下でのヨウ素の遊離による定色を利用して、滴定反応や、残留塩素の測定（ジエチルパラフェニレンジアミン法。DPD法と略される事もある）などに広く用いられている。また、アンモニアの検出によく使われていたネスラー試薬や、アルカロイド、第三級アミンの検出に使われるドラーゲンドルフ試薬の調製にも使われる。

### 原子力災害時の放射線障害予防薬として
非放射性のヨウ素をカリウム塩にしたもの（要するにヨウ化カリウム）を「安定ヨウ素」製剤として用いる。動物の甲状腺は、甲状腺ホルモンを合成する際にヨウ素を必要とするため、原子力災害時等の放射性ヨウ素を吸入した場合は、気管支や肺または、咽頭部を経て消化管から吸収され、その10～30%程度が24時間以内に甲状腺に有機化された形で蓄積される。放射性ヨウ素はβ崩壊により内部被曝を起こしやすく、甲状腺癌、甲状腺機能低下症等の晩発的な障害のリスクが高まる。そのため、非放射性ヨウ素製剤である本剤を予防的に内服して甲状腺内のヨウ素を安定同位体で満たし、以後のヨウ素の取り込みを阻害することで放射線障害の予防が可能である。この効果は本剤の服用から1日程度持続し、後から取り込まれた「過剰な」ヨウ素は速やかに尿中に排出される。また、放射性ヨウ素の吸入後であっても、8時間以内であれば約40%,24時間以内であれば7%程度の取り込み阻害効果が認められるとされる。
本剤に副作用は少ないが、ヨウ素への過敏症や、甲状腺機能異常を副作用として惹起する可能性があるため、一般人の判断での服用は極力避けるべきである。